# شين كويزان
شين إل كويزان (من مواليد 22 مايو 1976) هو كاتب وشاعر كندي.

## وصلات خارجية
- الموقع الرسمي